# باب سان مارتن

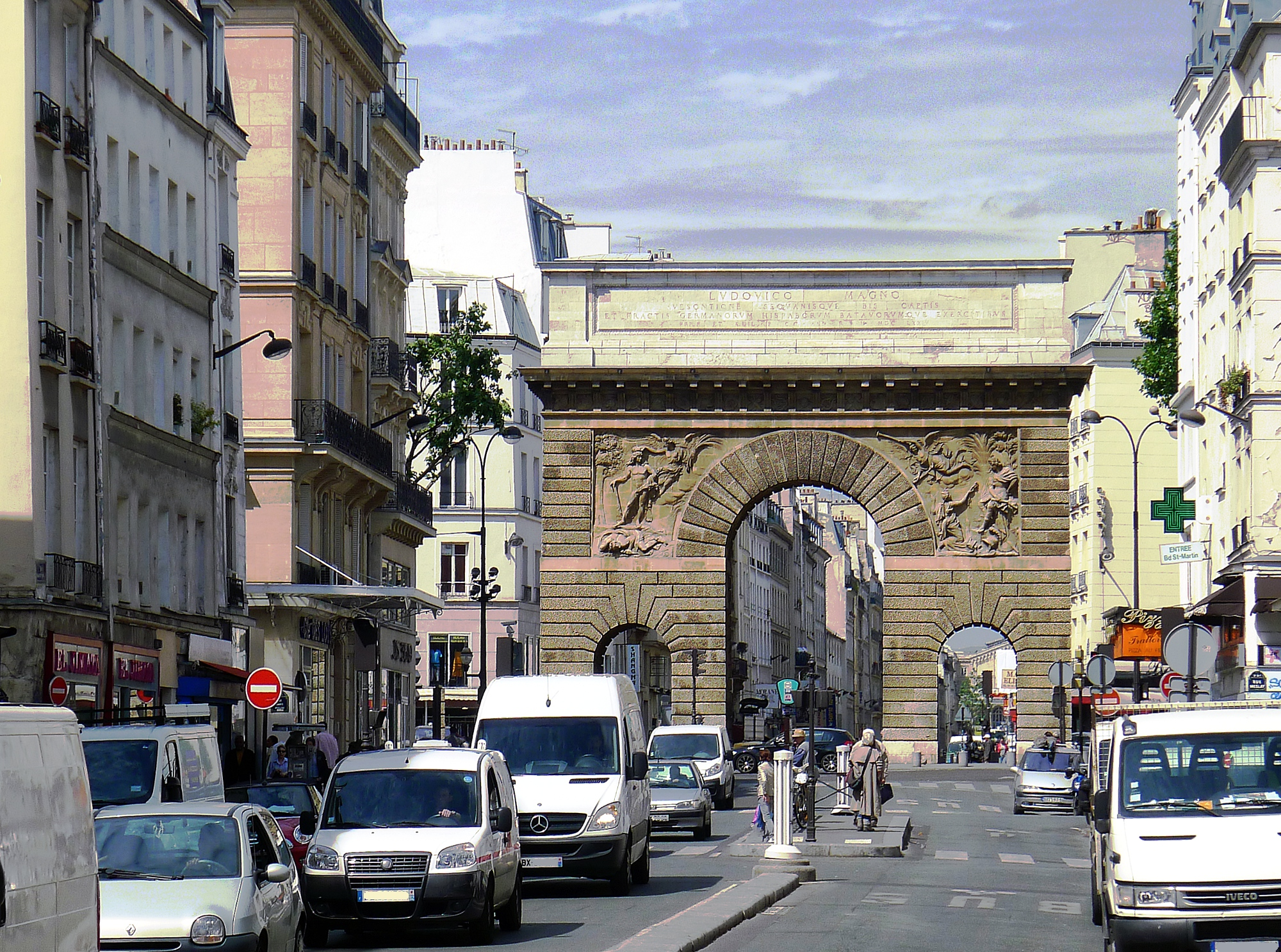
باب سان مارتان

باب سان مارتان بالفرنسية (Porte Saint-Martin) بورت سانت مارتن نصب تذكاري في باريس، ويقع في موقع باب جدار شارل الخامس في باريس تم بناؤه في عام 1674 بأمر من لويس الرابع عشر، تكريما لانتصاراته على نهر الراين وفرانش كونته. والمهندس المعماري هو بيير بوليه، وهو طالب فرانسوا بلونديل.
باب سان مارتن خضع لأعمال ترميم في عام 1862. وفي عام 1988.
هو واحد من المعالم الأكثر تمثيلا للفن الرسمي في وقته. كما أنه يًعتبر كأحد المعالم السياحية والمواقع الأثرية في باريس.

## التاريخ

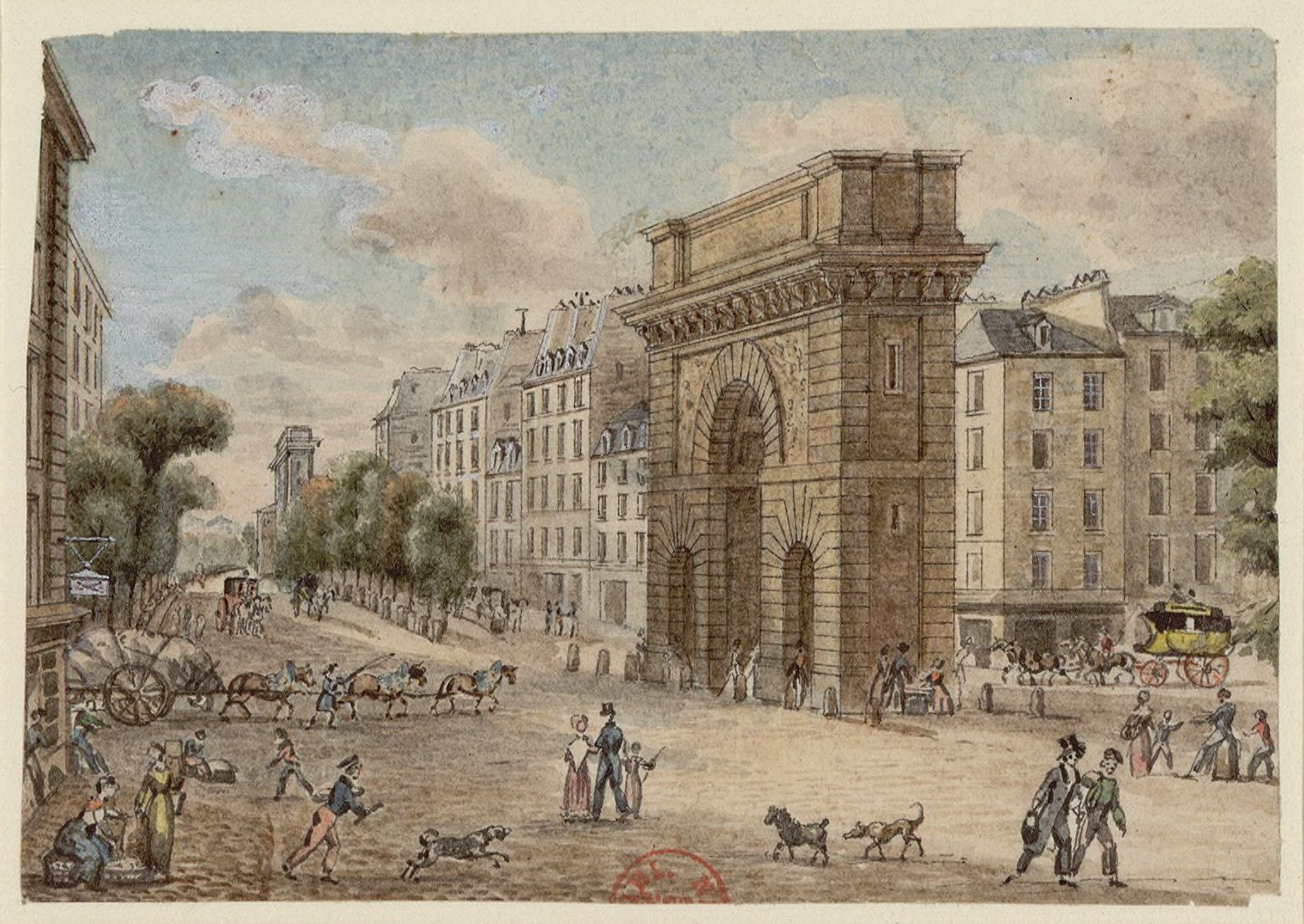
باب سان مارتان في عام 1829

من هذا الباب دخلت الجيوش الروسية أثناء حصار باريس عام 1814.